# Robbin Sellin
Robbin Sellin, né le 12 avril 1990 à Norrtälje en Suède, est un footballeur suédois qui évolue au poste d'ailier gauche.

## Biographie

### Débuts professionnels
Né à Norrtälje en Suède, Robbin Sellin est formé par le club local du BKV Norrtälje (en) avant de rejoindre le Djurgårdens IF, où il poursuit sa formation. C'est avec ce club qu'il joue son premier match en professionnel, le 1er mai 2008, à l'occasion d'une rencontre de coupe de Suède, face au Råslätts SK, club de Division III Nordöstra Götaland (cinquième division suédoise). Ce jour-là, il inscrit également son premier but et participe à la victoire de son équipe par neuf buts à zéro.
En janvier 2009, il rejoint l'IK Brage. Le transfert est annoncé dès le 25 décembre 2008 et il signe un contrat de trois ans.
Il découvre avec ce club la Superettan, la deuxième division suédoise, jouant son premier match dans cette compétition le 13 avril 2010, lors de la première journée de la saison 2010, contre le GIF Sundsvall. Il entre en jeu à la place de Mattias Wiklöf (en) et son équipe est battue par deux buts à un.

### GIF Sundsvall
Le 17 août 2012, Robbin Sellin rejoint le GIF Sundsvall, où il signe un contrat courant jusqu'en décembre 2015.
Il découvre alors l'Allsvenskan, la première division suédoise, jouant son premier match sous ses nouvelles couleurs dans cette compétition le 27 août 2012, contre le Malmö FF. Il entre en jeu à la place d'Emil Forsberg et son équipe est battue par deux buts à zéro,.
Le club, promu au début de l'exercice et qui lutte pour son maintien, est relégué à l'issue de cette saison 2012, étant battu sur la double confrontation en matchs de barrage face au Halmstads BK, et ce malgré sa victoire au match retour le 17 novembre 2012 (4-3 score final),.
Sellin participe à la remontée du club en première division, le club terminant deuxième de Superettan à l'issue de la saison 2014 et retrouve l'élite du football suédois deux après avoir été relégué.
Il est titularisé lors de la première journée de la saison 2015, contre le Malmö FF mais son équipe est battue par quatre buts à un.

### IFK Mariehamn
Le 16 janvier 2017, Robbin Sellin rejoint le IFK Mariehamn, tout juste sacré champion de Finlande. Il signe un contrat de deux ans, soit jusqu'en décembre 2018.
Sellin s'illustre dès la première journée de la saison 2017, le 8 avril 2017 face au JJK Jyväskylä, en marquant son premier but dans le championnat, puis en délivrant une passe décisive. Titularisé, il voit son équipe être menée de deux buts après dix minutes de jeu mais contribue à la remontée au score de son équipe, qui l'emporte finalement par cinq buts à deux,.

### Retour à l'IK Brage
En janvier 2018, Robbin Sellin fait son retour en Suède et dans le club où il s'est révélé, l'IK Brage. Le transfert est annoncé dès le 1er décembre 2017 et il signe un contrat courant jusqu'en décembre 2020. En février 2018, juste avant le début de la nouvelle saison, il est nommé capitaine de l'IK Brage.
En novembre 2021, Robbin Sellin décide de mettre un terme à sa carrière professionnelle, à 31 ans, désirant notamment passer plus de temps avec ses filles. Il aura joué en tout plus de 200 matchs pour l'IK Brage.